# Lars Gordon
Lars Gordon (geb. vor 1989) ist ein ehemaliger Pornodarsteller und Kameramann.
Gordon arbeitete ab etwa 1989 überwiegend in Pornoproduktionen von Dino Baumberger als Kameramann. Zwischen 1990 und 1996 wirkte er außerdem als Darsteller in Produktionen für DBM, Videorama und Snatch mit.
1997 wurde er als bester Kameramann mit dem Venus Award ausgezeichnet.